# Mount Alvernia
Der Mount Alvernia ist mit 63 Metern der höchste Punkt des Inselstaates Bahamas. Er befindet sich auf Cat Island und auf seinem „Gipfel“ steht das Kloster The Hermitage, erbaut von einem Franziskaner aus Großbritannien. Der Name spielt an auf den Berg La Verna in der Toscana, auf dem der heilige Franz von Assisi im Jahr 1224 die Wundmale Jesu Christi empfing.